# Marta Graciela Rovira
Marta Graciela Rovira es una astrofísica argentina. Fue directora del Instituto de Astronomía y Física del Espacio y presidenta en el CONICET, siendo la primera mujer en obtener ese cargo.

## Trayectoria
Es Licenciada en Física y Doctora en Ciencias Físicas, egresada de la Facultad de Ciencias Exactas y Naturales (Universidad de Buenos Aires). Es Investigadora del CONICET desde 1979.
Dirigió el IAFE entre 1995 y 2008. hasta que tuvo que abandonar el cargo para convertirse en presidenta del CONICET entre 2008 y 2012, con el detalle de ser la primera mujer en llegar a ese cargo. Fue también presidenta de la Asociación Argentina de Astronomía durante tres mandatos (1999,2002 y 2005), vicepresidenta de la Unión Astronómica Internacional, en donde además fue Punto Único de Contacto en representación de la Argentina, y presidenta de la Asociación Latinoamericana de Geofísica del Espacio (ALAGE) entre 1998 y 2004
Su tema de interés es la física solar y es autora de más de 120 artículos científicos, y un libro publicado bajo el nombre de "El Sol" en 2007 por la editorial EUDEBA.
Obtuvo una Mención Especial en los Premios Konex 2008.